# Hannes Stefánsson
En aquest nom islandès, el darrer nom és un patronímic, no pas un cognom. La manera de referir-se a aquesta persona és pel nom de pila.
Hannes Hlífar Stefánsson (nascut el 18 de juliol de 1972), és un jugador d'escacs islandès, que té el títol de Gran Mestre des de 1993.
A la llista d'Elo de la FIDE del maig de 2020, hi tenia un Elo de 2542 punts, cosa que en feia el jugador número 2 (en actiu) d'Islàndia. El seu màxim Elo va ser de 2604 punts, a la llista de gener de 2002 (posició 89 al rànquing mundial).

## Resultats destacats en competició
Stefánsson ha guanyat el Campionat d'Islàndia cada anys des de 1998 excepte el 2000 i el 2009, quan no hi va participar. Els seus 11 títols són un rècord nacional absolut.
El 1987 es va proclamar Campió del món Sub-16, a Innsbruck.
En torneigs, va guanyar el 1993 a Atenes (Acropolis International).
El març de 2008 va acabar empatat al primer lloc a l'obert de Reykjavík, conjuntament amb els xinesos Wang Hao (qui va guanyar al desempat) i Wang Yue. També empatà als llocs 1r-4t amb Hedinn Steingrimsson, Iuri Krivorutxko i Mihail Marin a l'obert de Reykjavik de 2009.